# EPrints
Az EPrints egy olyan szoftvercsomag, melyet azzal a céllal fejlesztettek ki, hogy az intézmények számára megkönnyítse a digitális dokumentumok tárolását, valamint, hogy azt könnyen elérhetővé tegye egy egyetem vagy tudományos kutatóközpont felhasználói számára.
Az EPrints szoftvercsomag egy úgynevezett szervezeti repozitórium vagy röviden IR szoftvercsomag, mely egyike volt a legelső megjelent IR csomagoknak, és már több mint 10 éve a piacon van. Folyamatos fejlesztés alatt áll, és jelenleg a 3.3.10-as verziónál tart. A programot megalkotása óta a Southamptoni Egyetemen fejlesztik.

## Technológia
Az EPrints egy nyílt forráskódú, szabadon fejleszthető és terjeszthető ingyenes szoftver. Ez egyértelműen előnyös választás a kisebb költségvetésű intézmények számára. Az EPrints teljes mértékben kompatibilis az OAI-PMH metaadat begyűjtő protokollal. A dokumentum kezelő szoftverek sok képességét hordozza magában, de elsősorban repozitóriumként szolgál. Az EPrints futtatásához szükség van egy Linux operációs rendszerre melyen egy Apache szerver fut. Az EPrints webes és parancssori alkalmazás mely az LAMP architektúrán alapszik.
Az LAMP architektúra arra utal, hogy a szoftver működéséhez egy Linux operációs rendszerre egy Apache HTTP szerverre, egy MySQL adatbázis-kezelő rendszerre, valamint eredetileg PHP illetve manapság már Perl vagy Python fejlesztő környezetre van szükség.
Az előbb említett programok mindegyike ingyenesen hozzáférhető, így jól illeszkedik ez EPrints profiljába. 2010 óta létezik egy Windows szerverek alatt futó verzió is, valamint Mac OS-re is kiadták. Az EPrints-et több nyelvre lefordították, köztük magyarra, oroszra, japánra, németre és franciára is.
 

## Funkciók
- Felhasználóbarát kezelőfelület
- Tömbösített exportálás és importálás
- Háromféle felhasználói szerep:
  - Adminisztrátor: irányítja az összes szerver oldali beállítást, rendezi a rekordokat, a kezelőfelület megjelenítését menedzseli.
  - Editor: átnézi a feltöltéseket mielőtt az publikussá válnának. Szerkeszti a feltöltéshez megadott metaadatokat, valamint megőrzi a következetességet és kijavítja a hibákat.
  - Szerző: számára engedélyezett a dokumentumok feltöltése, és a már feltöltött dokumentumok szerkesztése.
- Könnyű keresési és böngészési megoldások
- Minden szükséges program ingyenesen elérhető (Linux, Apache, MySQL, Perl).
- RSS szolgáltatást nyújt akár az egész gyűjteményről, de specifikusan is beállítható, pl. szerző vagy tárgy szerint.
- Több fájlformátumot képes befogadni, pl. PDF, HTML, JPEG, TIFF, MP3, és AVI.
- A dokumentum bélyegkép előnézete automatikusan generálódik a dokumentum feltöltésekor.
- Perl segítségével egyszerű a programhoz plugin-eket létrehozni.
- OAI kompatibilis, ami annyit jelent, hogy a Google Scholar fel tudja indexelni az EPrints adatbázist.
- Az embargó periódus könnyen beállítható.
- Többféle lehetőséget állíthatunk be a böngészésnél.

## Az EPrints előnyei és hátrányai
A legnagyobb negatívum, amit fel lehet hozni az EPrints-szel szemben, a tömbösített feltöltés hiánya. Igaz, hogy a dokumentumok importálása egyszerű, azonban nagyobb mennyiségű dokumentum bevitele már nem kivitelezhető.
Egy már meglévő IR programból át tudunk konvertálni nagy mennyiségű rekordot, így az előbbi probléma csak akkor jelent fennakadást, ha például nagy mennyiségű képet tárolunk online, és a repozitóriumba fel akarjuk venni, mert ilyen esetben az összes meglévő képünket külön-külön kell feltöltenünk a rendszerbe.